# Karsin (gmina)
Karsin est une gmina rurale du powiat de Kościerzyna, Poméranie, dans le nord de la Pologne. Son siège est le village de Karsin, qui se situe environ 24 km au sud de Kościerzyna et 69 km au sud-ouest de la capitale régionale Gdańsk.
La gmina couvre une superficie de 169,2 km2 pour une population de 5 905 habitants.

## Géographie
La gmina inclut les villages d'Abisynia, Bąk, Białe Błoto, Borsk, Cisewie, Dąbrowa, Dębowiec, Górki, Jasnochówka, Joniny Małe, Joniny Wielkie, Karsin, Kliczkowy, Knieja, Lipa, Malary, Miedzno, Mniszek, Osowo, Piątkowo, Podrąbiona, Popia Góra, Przydół, Przytarnia, Robaczkowo, Rogalewo, Wdzydze Tucholskie, Wiele, Zabrody, Zamość et Żebrowo.
La gmina borde les gminy de Brusy, Czersk, Dziemiany, Kościerzyna et Stara Kiszewa.